# Pèndol cònic
El pèndol cònic  està constituït per un cos pesat de petites dimensions (puntual, idealment) suspès d'un punt fix mitjançant un fil inextensible i de massa menyspreable. Té la mateixa construcció com la d'un pèndol simple, però, a diferència d'aquest, el pèndol cònic no oscil·la en un pla vertical, sinó que la massa pendular descriu una trajectòria circular en un pla horitzontal amb acceleració constant. El nom prové del fet que el fil traça una superfície cònica. El pèndol cònic és un cas particular del pèndol esfèric.
El científic anglès Robert Hooke va ser el primer a estudiar les característiques d'aquest pèndol, el 1660.

Pèndol cònic.

## Anàlisi del moviment
Considerem un pèndol cònic consistent en una petita esfera de massa m que es mou sense fricció en una circumferència horitzontal amb una celeritat constant v, suspesa d'un fil de longitud L que forma un angle constant θ amb la vertical.
Sobre la massa m actuen dues forces: el seu propi pes, mg, i la tensió del fil, T.
La component horitzontal de la tensió del fil proporciona l'acceleració centrípeta, {\displaystyle a_{\text{cp}}\,\;}, associada amb el moviment circular. La component vertical de la tensió es compensa exactament amb el pes de la massa m. L'aplicació de la segona llei de Newton en les direccions horitzontal i vertical ens permet escriure:

(1){\displaystyle T\sin \theta =ma_{\text{curt}}={\frac {mv^{2}}{r}}\,}

(2){\displaystyle T\cos \theta =mg\,}

Dividint membre a membres aquestes dues equacions, eliminem  T  i  m , resultant:

(3){\displaystyle \tan \theta ={\frac {v^{2}}{rg}}\qquad \Rightarrow \qquad v^{2}=rg\tan \theta }

Ja que la celeritat  v  és constant, pot expressar-se en funció del temps {\displaystyle T_{\text{p}}\,} requerit per a realitzar una revolució completa o període de revolució,

(4){\displaystyle v={\frac {2\pi r}{T_{\text{p}}}}}

i substituint en l'equació (3), després de fàcils operacions, obtenim:

(5){\displaystyle T_{\text{p}}=2\pi {\sqrt {\frac {r}{g\tan \theta }}}}

En l'execució pràctica de l'experiència,  r  varia i no és tan fàcil de mesurar com la longitud constant  L  del fil. Recorrent a la relació trigonometria entre  r ,  h , i  L , és a dir, {\displaystyle r=L\sin \theta \,}, la relació (5) s'escriu en la forma:

(6){\displaystyle T_{\text{p}}=2\pi {\sqrt {\frac {L\cos \theta }{g}}}}

Per a petits angles serà cos ( θ ) ≈ 1 i el període de revolució del pèndol cònic resulta ser gairebé igual al període d'oscil·lació del pèndol simple de la mateixa longitud. A més, per a petits angles, el període de revolució és aproximadament independent del valor de l'angle  θ , el que significa que, encara que l'angle vagi disminuint (per fricció amb l'aire, per exemple), el període roman pràcticament constant. Aquesta propietat, anomenada isocronisme, la posseeixen també els pèndols ordinaris.